# رانوآ
رانوآ (به لاتین: Rauma) یک شهرداری در فنلاند واقع در لاپلند است. این شهر دارای ۳۶۴۱ نفر جمعیت (۲۸ فوریه ۲۰۲۳) بوده و مساحت آن ۳۶۹۴٫۷۹ کیلومتر مربع (۱۴۲۶٫۵۷ مایل مربع) است که ۲۴۱٫۰۹ کیلومتر مربع (۹۳٫۰۹ مایل مربع) آن آب است. تراکم جمعیت ۱٫۰۵ نفر در کیلومتر مربع (۲٫۷ / مایل مربع) است.